# Preservazione digitale
La preservazione digitale è il complesso di attività volte a garantire la durata nel tempo e la conservazione delle informazioni in formato digitale. La preservazione digitale è definita come tale solo quando è a lungo termine e sicura da eventuali errori di conservazione per eventuali recuperi delle stesse informazioni per tutto il periodo in cui l'informazione è conservata.

## Descrizione
La preservazione digitale può essere vista come l'insieme dei processi e delle attività che assicurano un accesso continuo alle informazioni digitali, nonché a tutti tipi di registrazioni ed eredità scientifico-culturali in formato digitale. Sono incluse sia le informazioni che sono state digitalizzate (cioè che avevano un'origine analogica), sia quelle nate sotto forma digitale e senza una controparte analogica. Nel linguaggio delle immagini digitali e delle risorse elettroniche, la conservazione non risulta più essere soltanto il prodotto di un programma ma un processo in continua evoluzione. In questo ambito l'informazione digitale è conservata affinché sia assicurata una sua longevità nel tempo. La conservazione a lungo termine di informazioni digitali è accompagnata dall'inserimento di metadati di conservazione.
Le eredità culturali della società umana possono essere conservate sotto diverse forme materiali come la pietra, la pergamena, il bambù, la carta, eccetera. In questa era una grande quantità di informazioni esiste in forma digitale come i siti di news, i blog, i siti di social networking, i siti di conservazione di immagini e siti che cambiano il loro contenuto nel tempo. Secondo dati riportati da Brewster Kahle, fondatore nel 1996 di Internet Archive, nell'articolo Preserving the Internet pubblicato su Scientific American nel 1998, la durata media di una URL era di 44 giorni.
La caratteristica unica di un'informazione in forma digitale fa sì che il suo contenuto possa essere facilmente aggiornato ma allo stesso tempo comporta molte difficoltà nella sua conservazione nel tempo.
Il termine dell'inglese informatico storage (letteralmente "immagazzinamento") in italiano si traduce con archiviazione o conservazione/preservazione, a seconda del contesto.

## Deterioramento fisico
Il primo problema affrontato nella conservazione di dati digitali è legato al fatto che i supporti nei quali sono conservate le informazioni sono più vulnerabili al deterioramento e a catastrofi naturali. La carta si deteriora in termini di brillantezza e di coloritura, ma questo stesso deterioramento diviene visibile dopo almeno dieci decenni; e quando il deterioramento avviene realmente, esso viene solo molte decadi dopo. È anche possibile recuperare tutte le informazioni senza alcuna perdita anche dopo che il deterioramento ha mostrato i suoi effetti. I dati registrati in forma digitale si deteriorano in molto meno tempo, una volta che il deterioramento è cominciato in molti casi i dati sono irrimediabilmente persi. Questa caratteristica dei dati digitali lascia molto poco tempo tra la decisione di una conservazione degli stessi dati e la messa in atto della conservazione.

### Obsolescenza digitale
Un altro problema, forse anche più serio ed importante, è il problema dell'accesso a lungo termine. La tecnologia digitale si sta sviluppando in modo molto veloce e il modo di recuperare informazioni digitali può risultare obsoleto in pochi anni. Quando un software o una tecnologia per la decodifica di un'informazione digitale viene abbandonata oppure l'hardware sul quale l'informazione è conservata non è più disponibile, le informazioni registrate possono essere facilmente perdute semplicemente perché non sono più raggiungibili. Questo processo è conosciuto anche come obsolescenza digitale.
Questo problema è dovuto alla mancanza di standard, protocolli e metodi di preservazione digitale stabiliti: ad esempio, in passato sono state conservate copie di dati su nastri e gli standard per questa tecnologia sono cambiati enormemente negli ultimi anni, pertanto non c'è alcuna garanzia che gli stessi siano leggibili anche in futuro.

## Strategie
Vi sono diverse strategie per la conservazione di dati digitali nel tempo.

### Refreshing
Il refreshing (aggiornare, ricaricare) è il trasferimento di dati tra due supporti digitali dello stesso tipo; in questo modo non ci sono cambi o alterazioni della rappresentazione binaria dei dati. Un esempio è il trasferimento dati del censimento di una popolazione da un compact disc ad un altro. Questa strategia deve essere combinata con quella della migrazione (vedi infra) quando il software o l'hardware richiesto per leggere i dati non è più disponibile o non è adatto a leggere il formati dei dati stessi. La strategia del refreshing può diventare necessaria nei casi di deterioramento fisico del supporto.

### Migrazione
La migrazione è il trasferimento dei dati su un nuovo sistema, o anche su supporti digitali diversi. Questa strategia può comportare la conversione delle risorse da un formato a un altro (per esempio la conversione di un documento Word ad uno PDF o OpenDocument), da un sistema operativo ad un altro (ad esempio da Solaris a Linux) o da un linguaggio di programmazione ad un altro (ad esempio dal linguaggio C a Java) in modo che la risorsa resti pienamente accessibile e funzionale. I dati che hanno subito il processo di migrazione corrono il rischio di perdere alcuni tipi di funzionalità che i nuovi formati sono incapaci di lavorare o leggere, oppure può succedere che il convertitore, o il programma, utilizzato per la conversione sia incapace di interpretare tutte le particolarità del formato originale.

La National Archives and Records Administration e la Lockheed Martin stanno sviluppando un sistema di migrazione dei dati che conserverà intatto qualsiasi tipo di documento, creato con qualsiasi applicazione, su qualsiasi piattaforma o con qualsiasi tipo di medium digitale. Con questo tipo di sistema i file sono trasformati in formati flessibili, come l'XML; essi saranno perciò accessibili facilmente da nuove tecnologie in futuro. La Lockheed Martin ritiene che sarà impossibile sviluppare un sistema di emulazione per gli archivi del National Archives and Records Administration perché il volume dei dati ed il costo sarebbero eccessivi.

### Duplicazione
La duplicazione è la creazione di una o più copie dei dati su più sistemi. I dati che sono disponibili in copia singola su un solo sistema sono soggetti al rischio di crash del software che li fa girare o dell'hardware, di alterazione intenzionale o accidentale, o di catastrofi ambientali quali incendi, allagamenti, ecc. Attraverso la duplicazione su più sistemi in luoghi differenti i dati hanno molta più possibilità di mantenersi integri.

### Emulazione
L'emulazione è la duplicazione delle funzionalità di un sistema obsoleto (per esempio, l'emulazione di Atari 2600 su un sistema Windows o l'emulazione di WordPerfect 1.0 su un sistema Macintosh). Gli emulatori possono essere creati per applicazioni, sistemi operativi o piattaforme hardware. L'emulazione è stata una strategia popolare per riportare in funzione videogiochi di vecchie piattaforme, come per esempio il progetto MAME. La flessibilità dell'emulazione come sistema universale è stata dibattuta dalla comunità accademica. Raymond A. Lorie ha suggerito la creazione di un computer virtuale universale che potrebbe in futuro far girare qualsiasi software su qualsiasi piattaforma ancora sconosciuta o non ancora creata. Questa strategia non è stata adottata in modo massiccio dalla comunità.

### Utilizzo dei metadati
I metadati sono dati incorporati in un file digitale che includono informazioni su: creazione, diritti di accesso, restrizioni di accesso, cronologia di conservazione e diritti per l'uso. I metadati possono subire l'obsolescenza. L'ASCII è considerato il formato più durevole per i metadati perché è largamente diffuso, è retrocompatibile quando usato con Unicode, e utilizza caratteri leggibili, non codici numerici. Esso preserva nel tempo l'informazione ma non la struttura con la quale l'informazione è rappresentata. Per maggiori funzionalità possono essere usati anche l'SGML o l'XML. Entrambi i linguaggi sono conservati in formato ASCII ma contengono tag che denotano struttura e formato.

### Oggetti digitali certificati
Gli oggetti digitali che possono garantire la loro stessa autenticità sono chiamati "oggetti digitali certificati". Essi sono autoesplicativi: incorporano in un record la cronologia di tutte le modifiche, rendendo possibile agli utenti futuri di verificare che i contenuti dell'oggetto siano validi (Gladney, 2004). Altre strategie di conservazione come la duplicazione e la migrazione sono necessarie per la conservazione a lungo termine della certificazione.

## Sostenibilità digitale
La sostenibilità digitale comprende una serie di questioni e di problematiche riguardanti la longevità delle informazioni digitali. A differenza delle strategie e delle soluzioni tradizionali, sia a breve termine che a lungo termine, la sostenibilità digitale implica un metodo di conservazione più attivo e continuo. Si concentra meno sulla soluzione e sulla tecnologia e maggiormente sulla costruzione di una struttura e di un approccio che sia flessibile, con una particolare attenzione ad interoperabilità, mantenimento regolare nel tempo e sviluppo costante. La sostenibilità digitale incorpora metodi applicati nell'oggi che facilitano l'accesso e la disponibilità del materiale digitale nel futuro più o meno lontano.

## Standard di preservazione digitale
Per standardizzare la pratica della preservazione digitale e fornire un insieme di raccomandazioni per l'attuazione del programma di conservazione, è stato sviluppato un modello di riferimento per un sistema aperto di informazioni sull'archiviazione (Open Archival Information System, OAIS). Il modello di riferimento (ISO 14721:2003) include le seguenti direttive che un archivio OAIS dovrebbe sempre rispettare:
- Negoziare e scambiare informazioni appropriate con i produttori dei dati digitali;
- Ottenere un sufficiente controllo delle informazioni fornite ad un livello che garantisca la conservazione a lungo termine;
- Determinare quale comunità dovrebbe diventare "comunità di riferimento" in grado di comprendere le informazioni fornite;
- Assicurarsi che le informazioni digitali da conservare siano comprensibili in modo autonomo per la comunità di riferimento. In altre parole, la comunità dovrebbe essere in grado di comprendere le informazioni anche senza l'aiuto degli esperti che hanno prodotto l'informazione;
- Seguire le politiche e le procedure documentate che garantiscano che le informazioni siano conservate al riparo da tutti i rischi ragionevoli e che consentano la diffusione delle informazioni in copia autenticata dell'originale, o riconducibile a quella originale;
- Rendere l'informazione digitale archiviata e a disposizione della comunità di riferimento[10].

L'OAIS si occupa di tutti gli aspetti tecnici del ciclo di vita di un oggetto digitale: dall'immissione in un archivio allo stoccaggio nella infrastruttura di conservazione, dalla gestione dei dati, all'accessibilità e alla distribuzione. Il modello si occupa anche dei problemi riguardanti i metadati e raccomanda che siano cinque i tipi di metadati da associare a un oggetto digitale: il riferimento (identificazione) dell'oggetto, la provenienza (tra cui una cronologia della conservazione), il contesto, la fissità (indicatori di autenticità), e la rappresentazione (formattazione, struttura dei file, e cosa "conferisce significato al bitstream dell'oggetto".
Prima della proposta di Gladney degli Oggetti digitali certificati (TDO) è stato il Research Library Group (RLG) a sviluppare gli "attributi e le responsabilità" che denotano la prassi di un "Deposito digitale certificato" (Trusted Digital Repository o TDR). I sette attributi di un TDR sono: "la conformità con il modello di riferimento per un Archival Open Information System (OAIS), la responsabilità amministrativa, la sostenibilità organizzativa, la sostenibilità finanziaria e tecnologica e l'adeguatezza procedurale, la sicurezza del sistema, la responsabilità di procedura". Tra le responsabilità del RLG vi sono anche le raccomandazioni per lo sviluppo di un sistema collaborativo di repository digitale, e la condivisione di ricerche e informazioni sulla preservazione digitale anche sugli aspetti che riguardano i diritti di proprietà intellettuale.

## Standard di conservazione dell'audio digitale
Nel gennaio 2004 il Consiglio sulle risorse bibliografiche e informative (Council on Library and Information Resources o CLIR) ha organizzato una riunione di esperti di suono per discutere sulle migliori pratiche di conservazione di audio digitale; la riunione produsse un rapporto consegnato nel marzo 2006. Questo rapporto indaga sulle procedure per la riformattazione del suono da analogico a digitale e riassume le discussioni e le raccomandazioni per le migliori pratiche di preservazione digitale. Gli esperti distribuirono una serie di 15 raccomandazioni per migliorare la pratica di trasferimento del segnale audio analogico al digitale per l'archiviazione:
- Sviluppare competenze di base nel campo dell'ingegneria della conservazione audio. I partecipanti hanno preso atto, con preoccupazione, che il numero di esperti qualificati per il trasferimento e l'archiviazione digitale di vecchie registrazioni audio si sta restringendo e ha sottolineato la necessità di trovare un modo per garantire che le conoscenze tecniche degli esperti possano essere condivise con le generazioni successive;
- Sviluppare accordi con le istituzioni più piccole che consentano l'acquisto cooperativo[non chiaro] di materiali e forniture;
- Perseguire un programma di ricerca per i problemi riguardanti i nastri magnetici che si concentri su soluzioni meno distruttive;
- Elaborare linee guida per il trasferimento automatizzato di audio analogico al formato digitale;
- Sviluppare un luogo unico (basato su un'applicazione web) per la condivisione delle informazioni sullo sviluppo di programmi di trasferimento e di conservazione digitali;
- Realizzare progetti di ricerca ulteriori su una riproduzione non distruttiva di audiodischi danneggiati;
- Elaborare un diagramma di flusso per identificare la composizione dei vari tipi di dischi e nastri audio;
- Sviluppare una tabella di riferimento sulle problematiche più frequenti riguardanti i media digitali;
- Catalogare i principali standard di ingegneria audio;
- Studiare i metodi più sicuri ed efficaci per la pulizia dei nastri e dei dischi analogici;
- Sviluppare un elenco di esperti musicali che potrebbero essere consultati per un parere sul trasferimento di specifici tipi di contenuti musicali (ad esempio, determinare la chiave corretta in modo da stabilire la velocità di riproduzione migliore);
- Istituire archivi digitali audio per nazione;
- Collaborare allo sviluppo di un vocabolario comune nel campo della conservazione audio;
- Indagare sul trasferimento di tecnologie da settori come la chimica e la scienza dei materiali per risolvere i vari problemi della conservazione dei reperti audio.[12]

Linee guida aggiornate sulle tecniche per la creazione e la conservazione di materiale audio digitale sono state pubblicate anche dalla International Association of Sound and Audiovisual Archives (IASA).

## Esempi di iniziative di preservazione digitale
- Xena è un software libero per l'archiviazione basato su Java che può essere installato su qualsiasi PC. Converte documenti proprietari, elementi grafici e file audio in formati aperti e normalizza gli altri file binari in ASCII con un wrapper file XML;
- ArchivalWare (realizzato dalla PTF Inc.) è una soluzione di biblioteca digitale[non chiaro] creata appositamente per accogliere, diffondere, conservare e consentire l'individuazione di risorse digitali. Il prodotto crea file PDF per la preservazione digitale a lungo termine e include il supporto per metadati XMP, che consente ai metadati l'incorporamento permanente nell'oggetto digitale stesso;
- DSpace è un software open source che accetta dati digitali in diversi formati (testo, video, audio), li distribuisce attraverso il web, li indicizza (per un facile reperimento), e li conserva nel tempo;
- La British Library è responsabile di diversi programmi nel settore della preservazione digitale. L'Archivio nazionale del Regno Unito ha anche aperto la strada a varie iniziative nel campo della preservazione digitale;
- PADI è un archivio completo d'informazioni sul tema della preservazione digitale della National Library of Australia;
- SimpleDL è in grado di memorizzare più formati, inclusi testi, immagini, video, audio e dati. SimpleDL utilizza Amazon S3 per fornire il 99,999999999% di durabilità dei dati digitali conservati nel proprio archivio.

### Iniziative di preservazione digitale su larga scala
Molte biblioteche e molti archivi hanno iniziato o stanno per avviare "Iniziative di preservazione digitale di grandi dimensioni" (Large-Scale digital preservation initiatives o LSDI). I protagonisti sono istituzioni culturali, società commerciali come Google e Microsoft, e gruppi non profit, tra cui la Open Content Alliance (OCA), il Million Book Project (MBP), e HathiTrust. La motivazione principale di questi gruppi è quella di espandere l'accesso alle risorse accademiche, in una visione soprattutto a lungo termine.
Circa trenta istituzioni culturali, tra cui i dodici membri del Comitato per la cooperazione istituzionale (Committee on Institutional Cooperation o CIC), hanno firmato accordi di digitalizzazione sia con Google che con Microsoft. Molti di queste istituzioni culturali stanno partecipando alla Open Content Alliance (OCA) e al Million Book Project (MBP). Alcune biblioteche sono coinvolte in una sola iniziativa mentre altre hanno diversificato le loro strategie di digitalizzazione attraverso la partecipazione a molteplici iniziative. I principali motivi dichiarati per la partecipazione delle biblioteche a programmi LSDI sono accesso, conservazione, ricerca e sviluppo. Si spera che la preservazione digitale faccia sì che il materiale in possesso delle biblioteche rimanga accessibile alle generazioni future. Le biblioteche prevedono in futuro di utilizzare copie digitalizzate come backup per le opere a rischio deperimento nel caso in cui queste escano fuori stampa, si deteriorino, si perdano o vengano danneggiate in maniera irreparabile.